# 阿刀良縄
阿刀 良縄（あと の よしただ、生没年不詳）は、平安時代前期の官人。姓は連。

## 経歴
元慶5年（881年）5月、右衛門府従八位下で、穴太門継らとともに山城・摂津・播磨など諸国の海賊追捕を命ぜられた。他の事績は不明。

## 官歴
『日本三代実録』による。
- 時期不詳：従八位下。右衛門府